# Trophomera platyptera
Trophomera platyptera is een rondwormensoort uit de familie van de Benthimermithidae. De wetenschappelijke naam van de soort is voor het eerst geldig gepubliceerd in 2004 door Miljutin.